# Il grande caprone
Il grande caprone (letteralmente El gran cabrón, con il titolo originale in spagnolo El aquelarre), è un dipinto a olio su tela (44×31 cm) del pittore spagnolo Francisco Goya, realizzato nel 1797-1798 e conservato al Museo Lázaro Galdiano di Madrid.

## Descrizione
Il grande caprone fa parte della serie di Stregonerie destinate al despacho (studio) dell'Alameda, residenza di campagna dei duchi di Osuna, suoi affezionati committenti. L'opera, completata nel 1798 (Goya ne presentò la fattura il 27 giugno di quell'anno), presenta un codice figurativo demoniaco che non era frutto dell'impeto visionario di Goya, bensì era molto di moda tra gli intellettuali del tempo. Successivamente l'opera giunse nelle collezioni del finanziere José Lázaro Galdiano, il quale alla sua morte ne fece dono allo Stato Spagnolo. Oggi l'opera è esposta a Madrid, nel Museo Lázaro Galdiano.
Il dipinto raffigura un caprone con ramoscelli di quercia intrecciati tra le sue corna ed occhi fiammeggianti, palese simbolo diabolico, che officia un rito di streghe. Una delle fattucchiere, per tributargli omaggio, gli sta offrendo un corpulento bambino, probabilmente rapito quel giorno stesso (così come ci narrano le leggende popolari); la scena, tuttavia, è disseminata di cadaveri di fanciulli già sacrificati al demonio.
Al macabro rito sacrificale assiste anche uno stormo di sinistri pipistrelli che svolazzano nel cielo notturno, parzialmente illuminato dalla falce lunare. Nonostante la carica orrifica altissima, Il grande caprone presenta ancora quei toni ironici che scompariranno definitivamente nelle Pitture nere della Quinta del Sordo, dove «l'oscuro [prende] un'evidenza rugosa e massiccia» (Jean Starobinski).